# Latrodectus hesperus
Latrodectus hesperus  (лат.) — очень ядовитый вид рода чёрных вдов семейства пауков-тенетников, распространённый в США. 
Самки длиной 14-16 мм, чёрного цвета с красным рисунком в виде песочных часов на нижней стороне брюшка. Самцы окрашены в жёлто-коричневый цвет с более яркой линией на брюшке, длина самцов приблизительно в два раза меньше размеров самки. Ранее этот вид рассматривался в составе вида Latrodectus mactans и близким видом считается Latrodectus variolus. Самки строят беспорядочные и очень крепкие сети.